# Karel Hořínek
Karel Hořínek (2. června 1936 Olomouc – 12. dubna 2021 Olomouc) byl český sochař a restaurátor. Žil a pracoval v Olomouci. Byl pokračovatelem sochařského a kamenického rodu Hořínků. Jeho dědečkem byl Karel Hořínek (1868 – 1935) , jeho otcem byl Vojtěch Hořínek (1906 – 1998), jeho synem je Tomáš Hořínek. 

## Stručný profesní životopis v bodech
- 1951 – 1953/1954 navštěvoval kamenosochařské učiliště v Žulové[11][12]
- 1953/1954 – 1957/1958 studoval Střední uměleckoprůmyslovou školu v Uherském Hradišti, obor užité sochařské tvorby (u profesorů Jana Habarty, Karla Hofmana a Stanislava Mikuláštíka)[11][12]
- 1958 – 1963 zaměstnán v olomouckém kamenictví Stavba
- Volné sochařské tvorbě a restaurátorství se věnuje od roku 1964
- Na svých studijních cestách do zahraničí navštívil Indii, Egypt, Brazílii a Kubu
- 1979 – 1988 evidován při Českém fondu výtvarných umělců (ČFVU)
- Od roku 1989 členem Svazu českých výtvarných umělců
- Od roku 1990 členem Unie výtvarných umělců Olomoucka (UVUO) [p 3]

## Výstavy

### Samostatné výstavy
- 1978 – Muzeum Šumperk (s Radkem Mašatou)
- 1981 – Galerie Dílo Olomouc (se Zdeňkem Vackem)
- 1985 – Galerie Karviná (s Vladimírem Oslizlokem)
- 1996 – Galerie Patro Olomouc
- 2001 – Autorská výstava: Karel Hořínek: Sochařská tvorba, Galerie G, Olomouc (Olomouc)[11] [12] [p 4]

### Kolektivní výstavy
U nás i v zahraničí se od počátku 60. let zúčastnil desítek kolektivních výstav Svazu českých výtvarných umělců. Jako člen Unie výtvarných umělců Olomoucka pravidelně vystavuje od roku 1990 na členských výstavách.
- 1965 – Výtvarná díla nových autorů, Dům umění, Olomouc (Olomouc)
- 1971 – Výtvarné umění Olomoucka 1921 – 1971: Výstava k 50. výročí KSČ, Dům umění, Olomouc (Olomouc)
- 1976 – Angažovaná monumentální tvorba v Severomoravském kraji. Návrhy a realizace výtvarných děl pro architekturu, Dům umění, Ostrava (Ostrava-město)
- 1979 – Výtvarní umělci dětem, Praha, Praha
- 1980 – Výtvarní umělci Severomoravského kraje k 35. výročí osvobození Československa Rudou armádou, Krajské vlastivědné muzeum, Olomouc (Olomouc)
- 1980 – Výtvarní umělci Severomoravského kraje k 35. výročí osvobození Československa Rudou armádou, Ostrava (Ostrava-město), Ostrava (Ostrava-město)
- 2001 – Genius loci, Hejčín – Řepčín, Olomouc (Olomouc), Olomouc (Olomouc)
- 2002 – 2003 – Decenium, Olomouc (Olomouc), Olomouc (Olomouc)
- 2003 – 2004 – Civitas Dei, Duchovní a náboženské motivy v současném umění, Olomouc (Olomouc), Olomouc (Olomouc)
- 2006 Hořínkovi: Sochařská tvorba / výběr z díla, Galerie G, Olomouc (Olomouc)
- 2008 – 2009 – Socha. Výběr z díla olomouckých autorů, 60. léta 20. století, Olomouc (Olomouc), Olomouc (Olomouc) [p 5]

## Katalogy

### Katalogy autorské
- 2001 – Karel Hořínek: Sochařská tvorba 1958 – 2001

### Katalogy kolektivní
- 1966 – Výstava nových autorů
- 1971 – Výtvarné umění Olomoucka 1921 – 1971 (Výstava k 50. výročí KSČ)
- 1976 – Angažovaná monumentální tvorba v severomoravském kraji
- 1979 – Výtvarní umělci dětem (Výstava k Mezinárodnímu roku dítěte)
- 1980 – Výtvarní umělci Severomoravského kraje k 35. výročí osvobození Československa Sovětskou armádou
- 1989 – Katalog výtvarných umělců olomoucké oblasti (A/Ž 1989)
- 2001 – Genius loci, Hejčín – Řepčín
- 2003 – Civitas dei (Duchovní a náboženské motivy v současném umění)
- 2006 – Hořínkovi (Sochařská tvorba / výběr z díla)
- 2008 – Olomoucká socha [p 6]

## Významné restaurátorské práce[6]
- 1969 – 1973 – Replika sochy sv. Vojtěcha (od F. M. Brokoffa) pro Karlův most v Praze (autorská spolupráce Vojtěch Hořínek), pískovec, výška 260 cm, Praha
- 1983 – 1984 – Restaurování betonového skeletu sochy Radegasta od akademického sochaře Albína Poláška na Radhošti. [p 7]

Restaurátorské práce
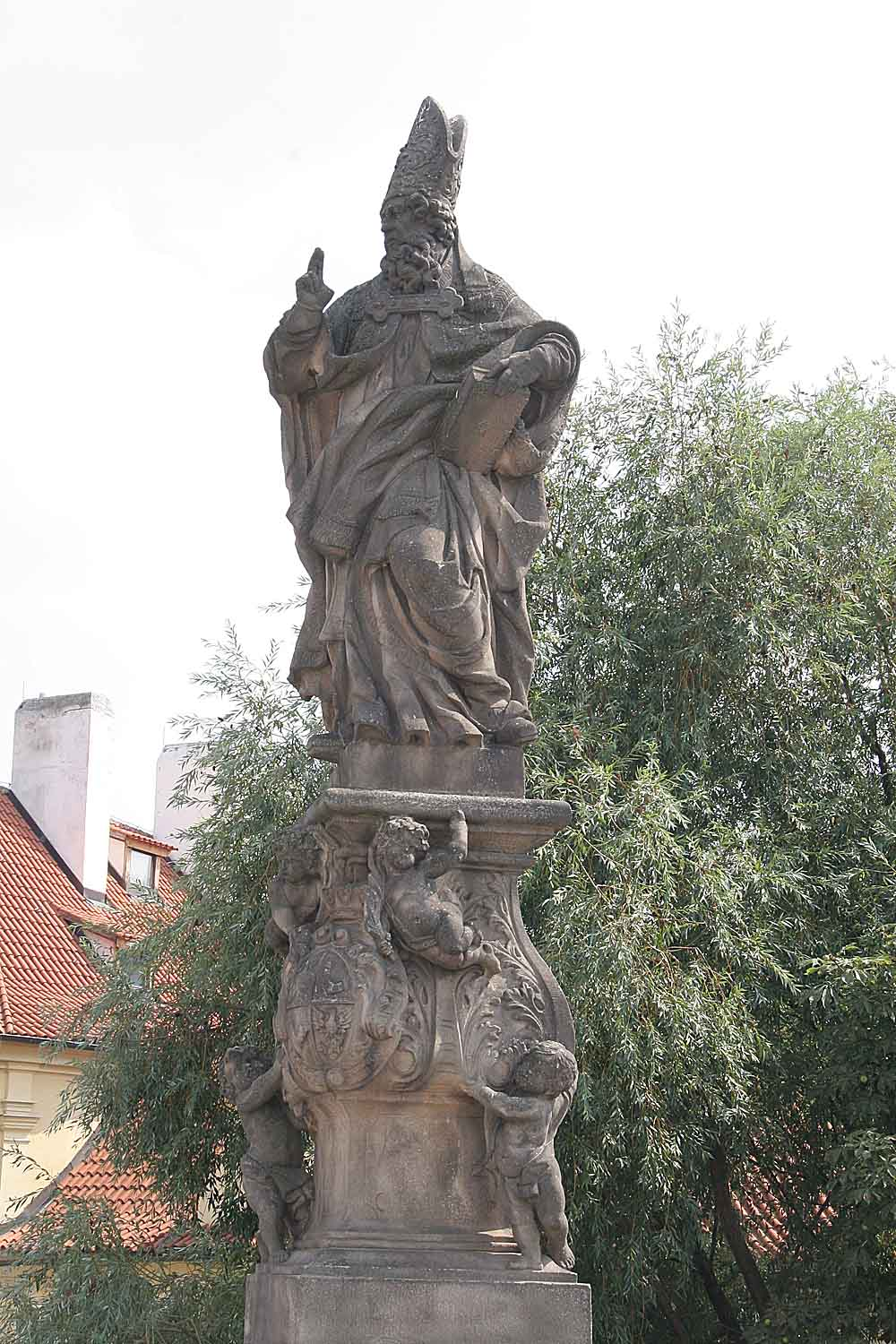
Sousoší Svatého Vojtěcha na Karlově mostě
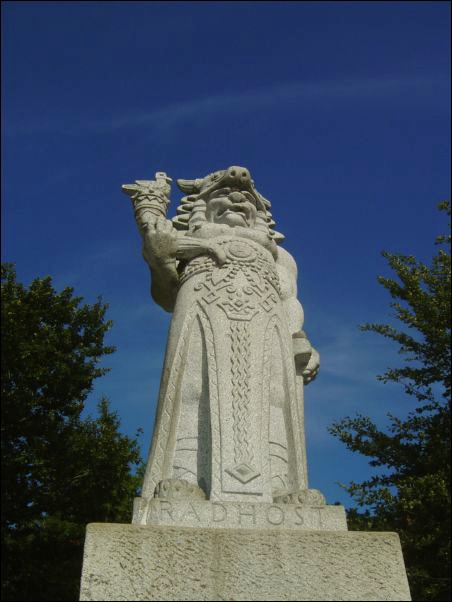
Socha Radegasta u cesty z Pusteven na Radhošť

## Realizace
Realizace Karla Hořínka jsou:

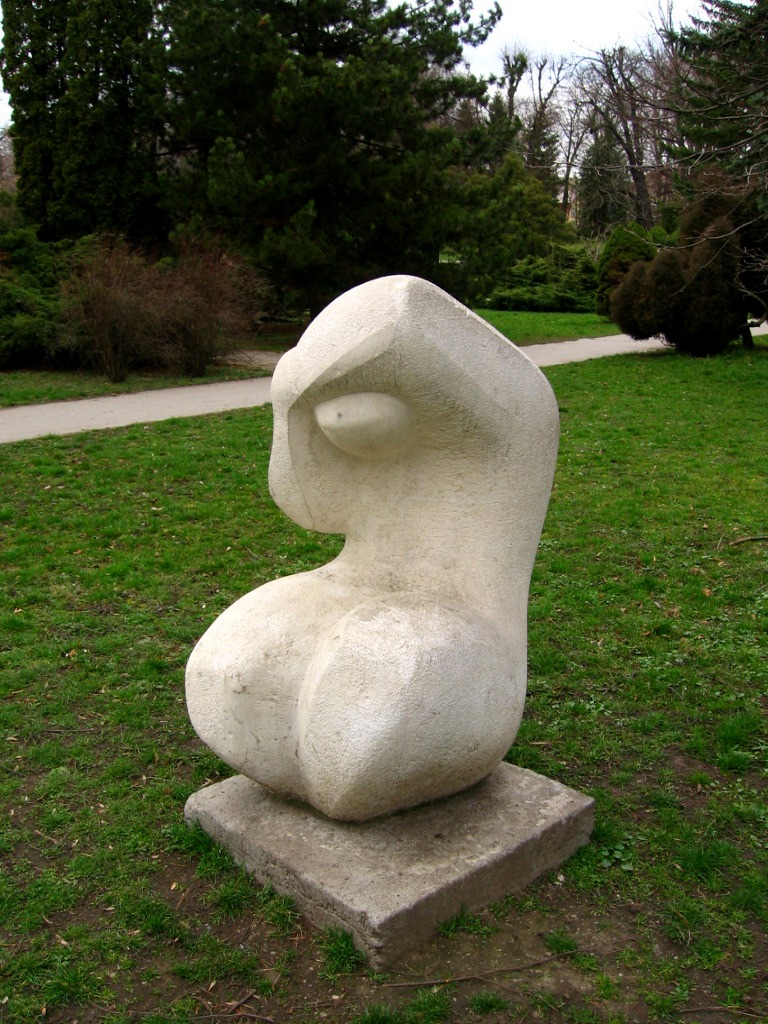
Socha sedící ženy ve Smetanových sadech v Olomouci (1963-1966)

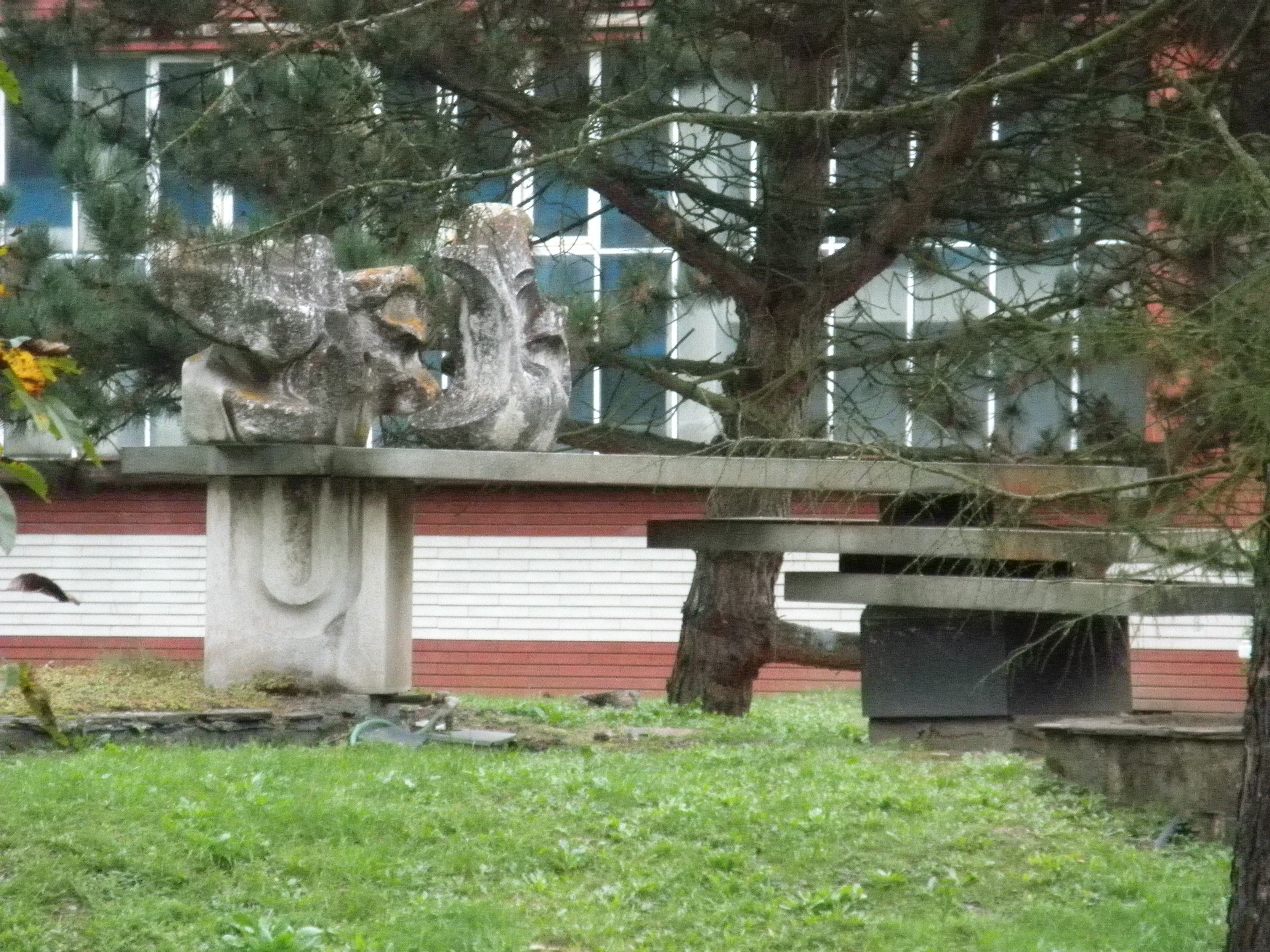
Voda–život - Karel Hořínek (socha), Karel Typovský (sokl).

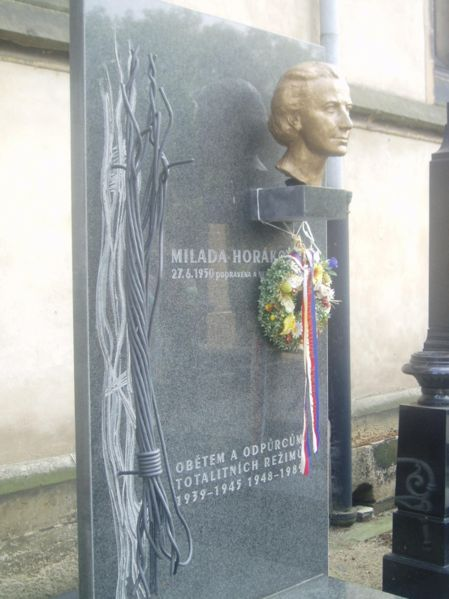
Symbolický hrob Milady Horákové (na vyšehradském hřbitově)

- 1963–1966 – Sedící, mramor, výška 150 cm, Olomouc - Smetanovy sady[14]
- 1964 – Ptáci, mramor, výška 150 cm, Dolní Lipová - lázně
- 1965 – Symbol žehu, pískovec, výška 180 cm, Olomouc – Náklo
- 1968 – Čočky a světlo, pískovec, výška 170 cm, Přerov – Meopta
- 1969 – Profesor Frimml, bronz, průměr 65 cm, Lednice – Zemědělský výzkumný ústav
- 1970–1973 – Voda–život, mramor, výška 400 cm, Olomouc - Černovír[14]
- 1973 – Reliéf pro památník obětem II. světové války, pískovec, 140 x 80 x 30 cm, Zábřeh
- 1976 – Dívčí hry, pískovec, výška 160 cm, Mariánské Údolí – sídliště
- 1978 – Ptáci, pískovec, výška 100 cm, Olomouc – restaurace Jalta
- 1980 – Květ, mramor, výška 160 cm, Jeseník
- 1982 – Květ, mramor, výška 320 cm, Dolní Lipová - lázně
- 1983 – Dětské hry, pískovec, výška 190 cm, Olomouc – sídliště Povel
- 1986 – Petr Cingr (autorská spolupráce Rudolf Doležal a Vojtěch Hořínek), pískovec, výška 360 cm, Ostrava – Michálkovice
- 1986 – Pramen – zřídlo, pískovec, výška 200 cm, Ondrášov
- 1987 – Založení ZOO Ostrava, žula, výška 200 cm, Ostrava
- 1988 – Píseň (autorská spolupráce: Vojtěch Hořínek), lípa, výška 155 cm, Ostrava – Polský dům
- 1991 – Květ, mramor, výška 380 cm, Zábřeh
- 1992 – Busta monisgnora Jana Šrámka, mramor, výška 40 cm, Grygov
- 1994 – Holocaust, žula, výška 300 cm, Ostrava – park Dr. M. Horákové
- 1995 – Panna Maria Svatokopecká, lipový reliéf, 50 x 25 cm, dar Svatému Otci od farníků při návštěvě Svatého Kopečka u Olomouce
- 1996 – Náhrobní pomník Wilhelma Zlamala, pískovec, výška 200 cm, Šternberk
- 2000 – Pomník (kenotaf) Milady Horákové, žula, výška 200 cm, Praha – Vyšehrad
- 2000 – Král a královna, pískovec, výška 300 cm, Krnov
- 2001 – Fontána pro zámek Konopiště, žula, průměr 340 cm, Konopiště

## Zastoupení ve sbírkách
Je zastoupen v následujících sbírkách: 
- Moravské zemské muzeum, Brno (Brno-město)
- Muzeum umění Olomouc – Muzeum moderního umění, Olomouc (Olomouc)

## Karel Hořínek v dokumentech
Karel Hořínek je uveden v následujících dokumentech: 

### V seznamu výtvarných umělců
- 1984 – Seznam výtvarných umělců evidovaných při Českém fondu výtvarných umění (ČFVU)

### V encyklopediích, slovnících a almanaších
- 1995 – Signatury českých a slovenských výtvarných umělců
- 1999 – Slovník českých a slovenských výtvarných umělců 1950 – 1999 (III. H)
- 2002 – Almanach Decenium (Almanach a katalog k desátému výročí činnosti Galerie G)
- 2003 – Slovník žáků a absolventů zlínské Školy umění a Střední uměleckoprůmyslové školy ve Zlíně a v Uherském Hradišti (1939 – 2003)
- 2006 – Nová encyklopedie českého výtvarného umění (Dodatky)